# Damphu, Bhutan
Damphu este un oraș  în  partea de sud a Bhutanului. Este reședința districtului Tsirang.